# 프론트 미션
《프론트 미션》(Front Mission, フロントミッション)는 스퀘어 (현재 스퀘어 에닉스)가 제작한 비디오 게임 및 각종 미디어로 이뤄진 시리즈이다. 초기에 츠치다 토시로가 전담해 회사 G크래프트에서 제작했다. 1995년 슈퍼 패미컴으로 발매된 게임 《프론트 미션》으로 시작된 이래로, 각종 기종으로 후속작 비디오 게임과 관련 애니메이션, 라디오 드라마, 모바일 게임 등으로 전개됐다. 비디오 게임의 경우 전략 롤플레잉 게임 형태로 제작되나 일부 외전들의 경우 횡스크롤 슈팅 게임, 대규모 다중 사용자 온라인 게임, 3인칭 슈팅 게임 등의 장르를 시도하기도 한다. 본편 시리즈는 1995년의 《프론트 미션》부터 2009년의 《프론트 미션 5: 스카즈 오브 더 워》까지 다섯 작품으로 이뤄져있으며 외전까지 포함해 2006년까지 전세계 판매량이 300만 장을 기록했다.
《프론트 미션》 시리즈가 내세우는 인상적인 특징은 여러 작품에 걸쳐 펼쳐지는 대서사에 있다. 21세기부터 22세기의 근미래를 배경으로 각 연합국들 간의 정치적 갈등과 군사적 충돌을 소재로 하며, 각 게임마다 독립된 이야기가 존재하지만 이들이 모여 시리즈 전체를 아우르는 거대한 한 줄기의 대서사를 이룬다.

## 개발
첫번째 《프론트 미션》 게임의 개발은 스퀘어와 G크래프트 간의 협의로 성사됐다.

## 게임 목록
| 1995 | 프론트 미션                          |
| 1996 | 프론트 미션 시리즈: 건 해저드        |
| 1997 | 프론트 미션 2                        |
| 1997 | 프론트 미션 얼터너티브               |
| 1998 |                                      |
| 1999 | 프론트 미션 3                        |
| 2000 |                                      |
| 2001 |                                      |
| 2002 |                                      |
| 2003 | 프론트 미션 퍼스트                   |
| 2003 | 프론트 미션 히스토리                 |
| 2003 | 프론트 미션 4                        |
| 2004 |                                      |
| 2005 | 프론트 미션 2089                     |
| 2005 | 프론트 미션 온라인                   |
| 2005 | 프론트 미션 5: 스카즈 오브 더 워     |
| 2006 | 프론트 미션 2089-II                  |
| 2007 |                                      |
| 2008 | 프론트 미션 2089: 보더 오브 매드니스 |
| 2009 |                                      |
| 2010 | 프론트 미션 이볼브드                 |
| 2011 |                                      |
| 2012 |                                      |
| 2013 |                                      |
| 2014 |                                      |
| 2015 |                                      |
| 2016 |                                      |
| 2017 |                                      |
| 2018 |                                      |
| 2019 | 레프트 얼라이브                      |
| 2020 |                                      |
| 2021 |                                      |
| 2022 | 프론트 미션 퍼스트: 리메이크         |
| 2023 | 프론트 미션 2: 리메이크              |
| TBA  | 프론트 미션 3: 리메이크              |

- 《프론트 미션》 (1995)
- 《프론트 미션 시리즈: 건 해저드》 (1996)
- 《프론트 미션 2》 (1997)
- 《프론트 미션 얼터너티브》 (1997)
- 《프론트 미션 3》 (1999)
- 《프론트 미션 4》 (2003)
- 《프론트 미션 2089》 (2005)
- 《프론트 미션 온라인》 (2005)
- 《프론트 미션 5: 스카즈 오브 더 워》 (2005)
- 《프론트 미션 2089-II》 (2006)
- 《프론트 미션 2089: 보더 오브 매드니스》 (2008)
- 《프론트 미션 이볼브드》 (2010)
- 《레프트 얼라이브》 (2019)

## 배경
《프론트 미션》의 세계에서는 근미래에 현대의 국가들이 융합해 구성된 연합체들이 세력으로 등장하는 것이 특징이다.
- 오세아니아공동연합 (OCU)

오세아니아공동연합(Oceania Cooperative Union; OCU)은 동남아시아, 오세아니아와 오스트레일리아가 동맹을 맺은 연합체이다. 수도는 오스트레일리아 캔버라에 위치한다.
- 뉴컨트넨털합중국 (USN)

뉴컨트넨털합중국(United States of the New Continent; USN)은 북아메리카와 남아메리카가 결합한 연합체이다. 수도는 워싱턴 DC이다.
- 자프트라공화국

자프트라공화국(Republic of Zaftra)은 러시아와 독립국가연합로 구성된 연합체이다. 수도는 러시아 모스크바이다.
- 라프누이공화국

라프누이공화국(Republic of Ravnui)은 벨라루스가 자프트라에 합류하지 않고 분리독립해 국명을 변경한 국가이다. 수도는 민스크이다.
- 루테니아공화국

루테니아공화국(Republic of Ruthenia)은 우크라이나의 국가분열 후 북부지역을 중심으로 탄생한 국가이다.
- 가르모니아공화국

가르모니아공화국(Republic of Garmoniya)은 우크라이나 분열 후 탄생한 남부 및 동부지역에 해당하는 국가이다.
- 대한중인민공화국 (DHZ)

대한중인민공화국(People's Republic of Da Han Zhong; DHZ)는 중국과 대만의 양안통일으로 탄생한 국가이다. 수도는 베이징이다.
- 유럽공동체 (EC)

유럽공동체(European Community; EC)는 유럽연합이 발전해 탄생한 연합체이다. 수도는 프랑스 파리이다.